# Suzanne Pleshette
Suzanne Pleshette (New York, 31 januari 1937 - Los Angeles, 19 januari 2008) was een Amerikaans actrice. Ze werd in zowel 1963 (als meest beloftevolle vrouwelijke nieuwkomer) als 1991 (voor haar hoofdrol als Leona Helmsley in de biografische televisiefilm Leona Helmsley: The Queen of Mean) genomineerd voor een Golden Globe. Daarnaast werd ze in zowel 1962 (voor een eenmalige gastrol in de ziekenhuisserie Dr. Kildare), 1977, 1978 (beide keren voor haar hoofdrol in de komedieserie The Bob Newhart Show) als 1991 (voor Leona Helmsley: The Queen of Mean) genomineerd voor een Primetime Emmy Award.
Pleshette maakte in 1957 haar acteerdebuut in een aflevering van de detectiveserie Harbormaster. Haar eerste filmrol volgde een jaar later, als Sergeant Pearson in de komedie The Geisha Boy. Pleshette kreeg op 31 januari 2008 postuum een ster op de Hollywood Walk of Fame.

## Filmografie
*Exclusief 26 televisiefilms
| - Spirited Away (2001, stem Engelstalige versie) - The Lion King II: Simba's Pride (1998, stem) - Oh, God! Book II (1980) - Hot Stuff (1979) - The Shaggy D.A. (1976) - Support Your Local Gunfighter (1971) - Suppose They Gave a War and Nobody Came? (1970) - Target: Harry (1969) - If It's Tuesday, This Must Be Belgium (1969) - The Power (1968) - Blackbeard's Ghost (1968) - The Adventures of Bullwhip Griffin (1967) | - Mister Buddwing (1966) - Nevada Smith (1966) - The Ugly Dachshund (1966) - A Rage to Live (1965) - Youngblood Hawke (1964) - Fate Is the Hunter (1964) - A Distant Trumpet (1964) - Wall of Noise (1963) - The Birds (1963) - 40 Pounds of Trouble (1962) - Rome Adventure (1962) - The Geisha Boy (1958) |

## Televisieseries
*Exclusief eenmalige gastrollen
- Will & Grace - Lois Whitley (2002-2004, drie afleveringen)
- 8 Simple Rules - Laura (2003, drie afleveringen)
- Good Morning, Miami - Claire Arnold (2002-2003, negen afleveringen)
- The Single Guy - Sarah Eliot (1996-1997, drie afleveringen)
- The Boys Are Back - Jackie Hansen (1994-1995, achttien afleveringen)
- Nightingales - Christine Broderick (1989, dertien afleveringen)
- Maggie Briggs - Maggie Briggs (1984, zes afleveringen)
- The Bob Newhart Show - Emily Hartley (1972-1978, 142 afleveringen)
- Columbo - Mrs Stewart - (1971, Dead weight) 1 aflevering)
- Cimarron Strip - Till the end of night (1967, 1 aflevering)

## Privé
Pleshette trouwde in 2001 met acteur Tom Poston, haar derde echtgenoot. Ze bleef samen met hem tot aan zijn overlijden in 2007. Pleshettes eerste huwelijk met acteur Troy Donahue duurde van januari 1964 tot aan hun scheiding acht maanden later. Haar tweede huwelijk met Thomas J Gallagher III bleef in stand van 1968 tot aan zijn overlijden in 2000. Pleshette kreeg nooit kinderen.
- Bibsys: 3110686
- Biblioteca Nacional de España: XX4579909
- Bibliothèque nationale de France: cb13898553q (data)
- Catàleg d'autoritats de noms i títols de Catalunya: 981058514768106706
- Gemeinsame Normdatei: 132179164
- International Standard Name Identifier: 0000 0001 1570 3938
- Library of Congress Control Number: n88226416
- MusicBrainz: 422d8be6-52c7-404e-a6d7-5ace5707df21
- Nationale Bibliotheek van Israël: 987007409280705171
- Nederlandse Thesaurus van Auteursnamen: 315805099
- SNAC: w6sw1zmz
- Système universitaire de documentation: 060312637
- Virtual International Authority File: 51876340
- WorldCat: E39PBJqqyWpDCpy3ptVGYR9dQq